# Catriona MacColl
Catriona MacColl (Londres, 3 de octubre de 1954) es una actriz británica, reconocida principalmente por sus papeles protagónicos en películas de terror italianas de la década de 1980, trabajando con notables cineastas como Lucio Fulci y Pascal Laugier, entre otros.

## Filmografía

### Cine
| Año  | Título                              | Papel                      | Notas                             |
| ---- | ----------------------------------- | -------------------------- | --------------------------------- |
| 1979 | Lady Oscar                          | Oscar François de Jarjayes |                                   |
| 1980 | Hawk the Slayer                     | Eliane                     |                                   |
| 1980 | Paura nella città dei morti viventi | Mary Woodhouse             | Acreditada como Katherine MacColl |
| 1981 | The Beyond                          | Liza Merril                | Como Katherine MacColl            |
| 1981 | The House by the Cemetery           | Lucy Boyle                 | Como Katherine MacColl            |
| 1988 | Trois places pour le 26             | Betty Miller               |                                   |
| 1988 | Mangeuses d'Hommes                  | Deborah                    |                                   |
| 1989 | Jeniec Europy                       | Lady Lowe                  |                                   |
| 1991 | Afraid of the Dark                  | Mujer ciega                |                                   |
| 1998 | A Soldier's Daughter Never Cries    | Sra. Smith                 |                                   |
| 2004 | Saint Ange                          | Francard                   |                                   |
| 2006 | A Good Year                         | Mujer británica            |                                   |
| 2011 | The Theatre Bizarre                 | Mere Antoinette            |                                   |
| 2013 | Chimères                            | Michelle                   |                                   |
| 2013 | The Love Punch                      | Invitada a la boda         |                                   |
| 2014 | Horsehead                           | Catelyn                    |                                   |

### Televisión
- Squadron – Susan Young
  - Histoire d'un bonheur (1982) – Patricia
- The Last Days of Pompeii (1984) – Julia
- Dempsey and Makepeace
  - Hors de Combat (1985) – Angie Hughes
- Katts and Dog
  - The Grand Hotel Caper (1989) – Lydia
- The Hitchhiker
  - Garter Belt (1989) – Catherine
- Counterstrike
  - The Lady of the Rhine (1990) – Lorraine Sydberg
- Strangers
  - Touch (1996) – Eva
- Plus belle la vie
  - Episodio #2.182 (2006) – Ann Boccara